# Філіп де Вільде
Філіп Альфонс де Вільде (нід. Filip Alfons de Wilde; нар. 5 липня 1964, Зеле, Бельгія) — бельгійський футболіст, що грав на позиції воротаря. Виступав за національну збірну Бельгії.

## Клубна кар'єра
У дорослому футболі дебютував 1981 року виступами за команду клубу «Беверен», в якій провів шість сезонів, взявши участь у 176 матчах чемпіонату. Більшість часу, проведеного у складі «Беверена», був основним голкіпером команди.
Своєю грою за цю команду привернув увагу представників тренерського штабу клубу «Андерлехт», до складу якого приєднався 1988 року. Відіграв за команду з Андерлехта наступні вісім сезонів своєї ігрової кар'єри. Граючи у складі «Андерлехта» також здебільшого виходив на поле в основному складі команди.
1996 року уклав контракт з клубом «Спортінг», у складі якого провів наступні два роки своєї кар'єри гравця.  Тренерським штабом нового клубу також розглядався як гравець «основи».
З 1997 року знову, цього разу шість сезонів захищав кольори команди клубу «Андерлехт».  Тренерським штабом нового клубу також розглядався як гравець «основи».
Згодом з 2003 по 2005 рік грав у складі команд клубів «Штурм» та «Локерен».
Завершив професійну ігрову кар'єру у клубі «Гел», за команду якого виступав протягом 2005 року.

## Виступи за збірну
1989 року дебютував в офіційних матчах у складі національної збірної Бельгії. Протягом кар'єри у національній команді, яка тривала 12 років, провів у формі головної команди країни 33 матчі.
У складі збірної був учасником чемпіонату світу 1990 року в Італії, чемпіонату світу 1994 року у США, чемпіонату світу 1998 року у Франції, чемпіонату Європи 2000 року у Бельгії та Нідерландах.

## Титули і досягнення
- Чемпіон Бельгії:

«Беверен»: 1983-84
«Андерлехт»: 1990-91, 1992-93, 1993-94, 1994-95, 1999-2000, 2000-01
- Володар кубка Бельгії:

«Беверен»: 1982-83
«Андерлехт»: 1987-88, 1988-89, 1993-94
- Володар Суперкубка Бельгії:

«Беверен»: 1984
«Андерлехт»: 1985, 1987, 1993, 1995, 2000, 2001
- Володар Кубка бельгійської ліги:

«Андерлехт»: 1999-2000